# Bert Hoselitz
Berthold Frank Hoselitz (ur. 27 maja 1913 w Wiedniu; zm. 14 lutego 1995 w Chicago) – profesor ekonomii, ekspert w tematyce krajów rozwijających.
Był doradcą wielu krajowych i międzynarodowych organizacji w kwestiach handlu i rozwoju międzynarodowego. Jego prace dotyczyły wielu tematów w naukach społecznych. Szczególnym zainteresowaniem obdarzył rozwój gospodarczy, szczególnie w Indiach.
W 1936 otrzymał stopień doktora ekonomii i prawa na Uniwersytecie Wiedeńskim. Dwa lata później wyemigrował do Anglii, a następnie do Stanów Zjednoczonych Ameryki, gdzie już pozostał. Uzyskał tam, w 1945, tytuł magistra ekonomii na Uniwersytecie Chicagowskim.
Był jednym z pierwszych ekonomistów, którzy rozwinęli zagadnienie związku z niegospodarczymi czynnikami rozwoju gospodarczego, powiedział Manning Nash, emerytowany profesor antropologii. Jego europejskie wykształcenie na polu historycznym i orzecznictwa w dziedzinie nauk społecznych dało mu szerokie perspektywy rozwoju.
W 1952 założył czasopismo na temat rozwoju gospodarczego i zmian kulturowych (Economic Development and Cultural Change), które było pionierem interdyscyplinarnych badań na temat państw powstałych po II wojnie światowej. Pracował w nim jako redaktor od jego powstania do 1985.
W 1952 rozpoczął pomoc techniczną dla Organizacji Narodów Zjednoczonych w misji Salwadoru, a także był autorem dla ONZ raportu o przemysłowym wzroście Salwadoru. Pisał również dla ONZ na temat rekrutacji pracowników umysłowych w krajach słabo rozwiniętych.
W latach 1957–1958 był członkiem zespoły doradców rządu Indii w sprawie planowania strategicznego centralnego regionu Delhi. Napisał w tym czasie raport Rola pomocy zagranicznej w rozwoju krajów słabo rozwiniętych dla amerykańskiego Senatu.
Jego książka opublikowana w 1960 pod tytułem Sociological Aspects of Economic Growth (Socjologiczne aspekty wzrostu gospodarczego) została później przetłumaczona na 14 języków. W tym samym roku zorganizował ośmiodniową konferencję na Uniwersytecie Chicagowskim w sprawie rozwoju gospodarczego. Konferencja ta, współfinansowana przez UNESCO, Stany Zjednoczone i Kanadę, zgromadziła na uniwersytecie przedstawicieli Indii, Francji, Argentyny, Stanów Zjednoczonych, Kanady, Chile i innych krajów, w celu omówienia kwestii związanych z rozwojem gospodarek wschodzących, w Afryce i Azji. W 1962 nadzorował dwa badania sponsorowane przez National Science Foundation w sprawie gospodarczych i społecznych wpływów w dziedzinie nauki i technologii. Jedno z nich dotyczyło przyczyn powolnego postępu technologicznego rolnictwa w Indiach, a drugie badanie roli drobnego przemysłu w Azji, głównie w Indiach.
Stwierdził, że ze względu na niedobór kapitału, na małą skalę, prywatny rozwój gospodarczy jest najbardziej odpowiednim środkiem do rozwoju w gospodarkach wschodzących.
W przypadku zmiany [zwiększenia rozwoju gospodarczego] wydajność przedsiębiorców może wzrosnąć do poziomu, gdzie będzie można zapewnić dobrobyt nie tylko pojedynczym jednostkom, lecz także szerszej społecznej grupie, również w postaci niektórych wpływów politycznych, pisał w 1963 w „The Entrepreneurial Element of Economic Development”, na zlecenie ONZ.
Wśród innych jego publikacji jest książka A Reader's Guide to the Social Sciences (1970), którą redagował i do której dołożył kilka rozdziałów. Przed pracą na Uniwersytecie Chicagowskim był zatrudniony w Manchester College (obecnie Manchester University) w North Manchester i był asystentem naukowym na Uniwersytecie Yale. Przeszedł na emeryturę w 1978.
Miał córkę Ann i syna Davida.

## Wybrane prace
- Socialist Planning amnd International Economic Relations, 1943, AER
- Economics of Military Occupation, z H.S. Blochem, 1944
- The Progress of Underdeveloped Areas, 1952
- Non-Economic Barriers to Economic Development, 1952, EDCC
- The Role of Cities in the Economic Growth of Underdeveloped Countries, 1953, JPE
- Social Structure and Economic Growth, 1953, Economia Internazionale
- Non-Economic Factors in Economic Development, 1957, AER
- Sociological Aspects of Economic Growth, 1960
- Tradition and Economic Growth, 1961, [w:] Braibanti i Spengler, Tradition, Values and Socio-Economic Development
- Entrepreneurship and Traditional Elites, 1963, Explorations in Entrepreneurial History